# كريبية مشابهة
كريبية مشابهة (الاسم العلمي:Craibia affinis) هي نوع من النباتات يتبع جنس الكريبية من الفصيلة البقولية.